# ستيوارت سيم
ستيوارت سيم ناقد أدبي، ناقد اجتماعي ومنظّر نقديحاليا يشغل منصب بروفيسور الأدب الإنجليزي في جامعة نورثمبريا. (جامعة الإدآب والعلوم الاجتماعية).هو معروف بأبحاثه عن العولمة، ما بعد الحداثة، البنيوية، الماركسية، الفلسفة القارية، النظرية الثقافية والنظرية النقدية.  درّس في الجامعة المفتوحة، المنطقة الشمالية الغربية، وأيضا في جامعة سندرلاند وهو المؤلف أو محرر 30 كتاباً. هو أيضا كتب العديد من المقالات الصحفية. وفصول الكتب وتُرجم عمله إلى 17 لغة.
انتخب زميل في جمعية اللغة الإنجليزية في انجلترا عام 2002. تلقى شهادة البكالوريوس والدكتوراه من جامعة مانشستر.